# Cumeada
Cumeada ist ein Ort und eine ehemalige Gemeinde (Freguesia) im portugiesischen Kreis Sertã. Die Gemeinde hatte 503 Einwohner (Stand 30. Juni 2011).
Am 29. September 2013 wurden die Gemeinden Cumeada, Marmeleiro und Palhais zur neuen Gemeinde União das Freguesias de Cumeada e Marmeleiro zusammengeschlossen. Cumeada ist Sitz dieser neu gebildeten Gemeinde.